# Палмер, Джордж Герберт
Джордж Герберт Палмер (англ. George Herbert Palmer; 1842 — 1933)  — американский учёный-философ и писатель. Один из американских переводчиков «Одиссеи» Гомера.

## Биография
Родился 9 марта 1842 года в Бостоне, штат Массачусетс.
Первоначально учился в Академии Филлипса в городе Эндовер, штат Массачусетс. В 1864 году окончил Гарвардский колледж, также обучался в городе Тюбинген, Германия, и в семинарии Andover Theological Seminary города Ньютон, Массачусетс. Был профессором религии, философии морали, гражданского и государственного образования в Гарвардском университете с 1889 по 1913 годы. Работая в Гарварде, жил в доме Dana-Palmer House, ныне носящем его имя и входящим в Национальный реестр исторических мест США. Профессор Джордж Палмер имел почетные степени Гарвардского и Мичиганского университетов, Университета Кейс Вестерн Резерв, Юнион-колледжа и Дартмутского колледжа.
В 1887 году Джордж Палмер женился вторым браком на Элис Палмер, президенте колледжа Уэллсли. Вскоре Элис уволилась из проводила время в доме мужа в городе Boxford, штат Массачусетс, где путешествовала по окрестностям, занималась фотографией и шила.
Умер Палмер 8 мая 1933 года в штате Массачусетс. Был кремирован и похоронен рядом с прахом жены в колумбарии колледжа Уэллсли — Wellesley College Columbarium.